# E.Leclerc
E.Leclerc eller bare Leclerc er en fransk kæde af lavprisvarehuse med hovedkvarter i Ivry-sur-Seine. E.Leclerc blev etableret den 1. januar 1948 af Édouard Leclerc. I øjeblikket (2012) har E.Leclerc mere end 500 butikker i Frankrig og 114 butikker udenfor Frankrig.

## Historie
- 1948: Edouard Leclerc åbner den første E.Leclerc-butik i Landerneau, Brittany
- 1956: Start på E.Leclerc's tøjserie
- 1960: Den 60. E.Leclerc åbner i Issy-les-Moulineaux
- 1969: 95 E.Leclerc-butikker lukker og omdannes til Intermarché
- 1979: E.Leclerc opretter SIPLEC (olieselskab)
- 1985: E.Leclerc bliver den første butikskæde til at sælge smykker i supermarkeder med deres "Le Manège à Bijoux"-koncept
- 1992: E.Leclerc åbner deres første butik i Spanien og starter en ekspansion i Europa
- 1995: E.Leclerc ophører med at uddele plastikposer gratis
- 2000: E.Leclerc åbner deres første butik i Slovenien i Ljubljana den 7. juni
- 2007: E.Leclerc åbner deres anden butik i Slovenien i Maribor den 7. november
- 2007: Salget runder 30 milliarder €

## E.Leclerc i Europa
- 561 butikker i Frankrig (391 lavprisvarehuse, 131 supermarkeder og 39 specialbutikker)
- 30 lavprisvarehuse i Italien, drevet i joint venture med Conad
- 17 butikker i Polen
- 16 butikker i Portugal: Barcelos, Braga, Caldas da Rainha, Chaves, Entroncamento, Figueira da Foz, Lamego, Lordelo/Guimarães, Montijo, Portalegre, Portimão, Santa Maria da Feira, Santarém, Valongo, Viana do Castelo og Vila Nova de Famalicão
- 18 butikker i Spanien: Vitoria (Álava), Madrid x2, Alcobendas (Madrid), Aranjuez (Madrid), Fuenlabrada (Madrid), Majadahonda (Madrid), Pinto (Madrid),  Valdemoro (Madrid),  Soria, Alcantarilla (Murcia), Trobajo del Camino (León), Carbajosa de la Sagrada (Salamanca), Cordovilla (Navarra), Ciudad Real, Miranda de Ebro (Burgos), Trujillo (Cáceres) og Almendralejo (Badajoz).
- 2 butikker i Slovenien: Ljubljana og Maribor.